# Atlantic Quintet
Het Atlantic Quintet was een Nederlandse jazzformatie van 1949 tot 1973. In de beginjaren was het een van de modernste en populairste jazzcombo's van Nederland. Toen ze hun speelterrein naar Amerikaanse officierenclubs in Zuid-Duitsland verplaatsten, verdwenen ze in Nederland grotendeels uit beeld. Ook wijzigde hun muziekstijl van eigentijdse jazz naar meer swingende stijlen en entertainende optredens.

## Biografie
Drummer bij de Dutch Swing College Band, Tonny Nüsser, nam in 1949 het initiatief voor de oprichting van het Atlantic Quintet. Andere oprichtende leden waren contrabassist Henny Frohwein, gitarist Frans van Lankeren, tenorsaxofonist Dolf Petke en pianist Wim Jongbloed; Petke werd vrij snel vervangen door  Arie Verhoef.
Met deze nieuwe formatie stelden ze zich ten doel een meer eigentijdse jazzrichting in te slaan. In de keuze voor Atlantisch liet Nüsser zich niet slechts leiden door de Atlantische Oceaan, maar ook door de Atlantische verbondenheid met de Amerikanen. De jazzformatie trad vanaf het begin geregeld op in arrangementen van de jazzclub Sheherazade in Amsterdam. Verder wijdde Pete Felleman een uitzending aan het kwintet in zijn programma Swing & Sweet, from Hollywood & 52nd Street dat door de VARA werd uitgezonden.
Aan het begin van 1950 werden ze uitgenodigd enkele maanden in de Amerikaanse officierenclubs op te treden in het Zuid-Duitse Garmisch-Partenkirchen. Hierna kwam het kwintet terug en trad het weer op verschillende plaatsen in de Randstad op. Dankzij de vele optredens, goede recensies in de media, uitzendingen op radio en enkele grammofoonplaten via het label Decca groeide hun populariteit snel. Ook werden ze opnieuw gevraagd voor optredens in de officierenclubs in Garmisch. Jongbloed verliet het combo aan het einde van 1950 om in militaire dienst te gaan en ook vonden er in 1951 en 1952 verschillende wisselingen plaats; een van de zangeressen in deze tijd was Ria Joy. Ook Nüsser stopte er vervolgens mee, omdat het Amerikaanse officierenpubliek een jazzstijl wilde in de richting van bijvoorbeeld George Shearing, een wijziging waar hij niet achter stond.
In september 1954 trad Sanny Day aan, waarmee de jazzformatie weer een zangeres had. Day was begiftigd met podiumflair en bleek een natuurlijk, quasinonchalant zangtalent te zijn, wat in de smaak viel. Ook pasten de bandleden zich meer aan de wensen van het publiek aan, qua muziekkeuze, maar ook door floorshows te geven en te entertainen met attributen als snorren, hoeden tot en met pistolen. De stijl sloeg aan en leverde de musici langdurige contacten op, al was de jazzkeuze niet langer geheel hun eigen smaak. De muziek van het Atlantic Quintet was in deze jaren veelvuldig te horen via de radiozenders van het American Forces Network in allerlei plaatsen in Duitsland. Vanwege de lange verblijven in Duitsland waren er maar heel af en toe optredens in Nederland.
In 1956 was er opnieuw een wisseling in de bezetting en in 1958 nam Rob van Lankeren de leiding over na het vertrek van Frohwein. Aan het begin van de jaren zestig was de muziekstijl inmiddels overgegaan naar een swingende jazzstijl die tot in die jaren het meest geliefd was bij de Amerikaanse officieren. Echter wisselde ook het publiek van samenstelling en kwamen er steeds meer jonge officieren uit Amerika die meer behoefte hadden aan rock-'n-roll en soul, de muziekstijlen die in die tijd in opkomst waren. Uiteindelijk bleek de jazzformule uitgewerkt te zijn en besloten de leden in 1973 het jazzkwintet op te heffen.